# エミリオ・アンバース

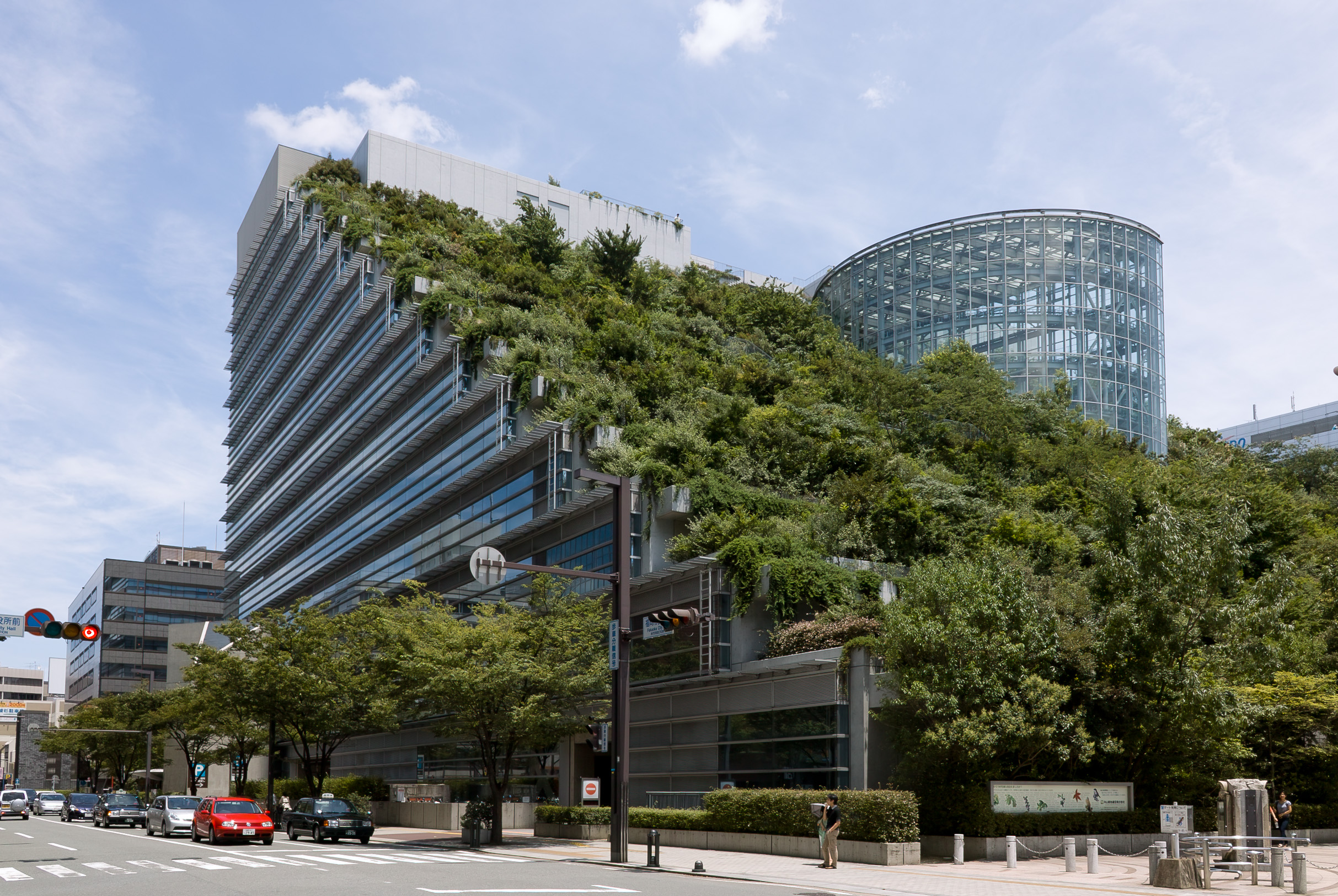
アクロス福岡

エミリオ・アンバース（Emilio Ambasz、1943年6月13日 - ）は、アルゼンチンのブエノスアイレス出身で、アメリカ合衆国ニューヨークとイタリア・ボローニャに事務所を置く建築家。

## 略歴
プリンストン大学芸術学部を卒業後、同大学建築学部修士課程修了。1967年から1969年までしばらくは、母校で教鞭をとっていた。
1970年から1976年までニューヨーク近代美術館でデザイン部門のキュレイターを務める。1976年には自らが主宰する設計事務所エミリオ・アンバース&アソシエイツを設立。自然との共生を旨とし、建物を緑化する作風が特徴で、日本にも数点の作品がある。
また、建築家のみならず、デザイナーとしても活動しており、日本での代表作にマイカルグループのロゴマークがある。

## 受賞
- アメリカン・グラフィック・アート協会カバー賞　1973年
- ジャン・ド・ラ・フォンテーヌ賞　1975年
- プログレッシブ・アーキテクチュア賞　1976年

## 主要作品
- サンアントニオ植物園（1988年、アメリカ合衆国テキサス州）
- シュランバーガー・エンジニアリング調査研究所
- ヒューストン・センター・プラザ
- バーテプラ・チェア・システム（家具デザイン）
- アルカディア地下住居
- ある夫婦のための住居
- マイカル三田・ポロロッカ（1993年、兵庫県三田市）
- アクロス福岡（基本設計、1995年、福岡県福岡市）